# Patrícia de Oliveira
Patrícia de Oliveira (ur. 13 stycznia 1977) – brazylijska lekkoatletka, wieloboistka i tyczkarka.

## Osiągnięcia
| Rok  | Zawody                          | Miasto | Miejsce    | Wynik |
| ---- | ------------------------------- | ------ | ---------- | ----- |
| 1995 | Mistrzostwa Ameryki Południowej | Manaus | 3. miejsce | 2,30  |

Złota medalistka mistrzostw Brazylii w siedmioboju (2002).

## Rekordy życiowe
- Siedmiobój lekkoatletyczny – 5187 pkt (2003)